# Sinosaure
El sinosaure (Sinosaurus) és un gènere representat per una única espècie de dinosaure teròpode que va viure en el Juràssic inferior (fa aproximadament 203 i 191 milions d'anys, en l'Hettangià, el Sinemurià i el Pliensbaquià), en la qual avui és la xinesa de regió de Yunnan.
El sinosaure era bípede i carnívor, i es creu que mesurava uns 2,5 metres de llarg, 80 centímetres d'alt i un pes d'uns 200 quilograms. En un principi fou classificat com a dilofosaure, però el 2000 Rahaut, el juntament amb criolofosaure dintre dels tetanurs basals.
Els fòssils d'aquest dinosaure foren trobats en la província de Yunnan, a la Xina, en la formació de Fengjiahe. El sinosaure va ser descrit en 1948 pel paleontòleg xinès Chung Chien Young, a partir de les seves dents i la seva mandíbula inferior.